# جی‌تی‌ای: قسمت‌هایی از لیبرتی سیتی
اتومبیل‌دزدی بزرگ: قسمت‌هایی از لیبرتی‌سیتی (به انگلیسی: Grand Theft Auto: Episodes from Liberty City) مجموعه‌ای مستقل از بازی اتومبیل‌دزدی بزرگ ۴ است که در سال ۲۰۰۹ برای پلت‌فرم ایکس‌باکس ۳۶۰ و در سال ۲۰۱۰ برای پلت‌فرم‌های پلی‌استیشن ۳ و مایکروسافت ویندوز به بازار عرضه شد. سازندۀ بازی راک‌استار نرث و توزیع‌کنندۀ آن راک‌استار گیمز است که دو بازی اتومبیل‌دزدی بزرگ ۴: گمشده و نفرین‌شده و حکایت گی تونی را در قالب یک دیسک ارائه کردند.

## محتوی

### اتومبیل‌دزدی بزرگ ۴: حکایت گی تونی
شخصیت اصلی بازی یک آمریکایی دومنیکن‌تبار به نام لوئیز فرناندو لوپز (به انگلیسی: Luis Fernando Lopez) است که در لیبرتی‌سیتی زندگی می‌کند. او مباشر آنتونی پرینس (به انگلیسی: Anthony Prince) مشهور به گِی تونی (تونی همجنسگرا) (به انگلیسی: Gay Tony)، مالک چندین باشگاه شبانه در آمریکا است. در داستان بازی، لوئیز لوپز به همراه گی تونی درگیر ماجرای سرقت الماس‌های دو میلیون دلاری می‌شود که نیکو بلیک، جانی کلبیتز و رِی بولگارین نیز به دنبال آن هستند.
رِی بولگارین ابتدا با لوئیز فرناندو لوپز و آنتونی پرینس دوست می‌شود ولی بعدها به آن‌ها خیانت می‌کند و در ادامه لوییز پی می‌برد که بولگارین می‌خواهد از کشور فرار کند. لوییز می‌فهمد که او در فرودگاه است و با یک هواپیما می‌خواهد فرار کند؛ ولی لوئیز موفق می‌شود وارد هواپیما شود و بلغارین رابکشد. در پایان ماجرا، لوئیز و تونی زنده می‌مانند و یک بی‌خانمان الماس‌ها را که در آشغال‌دانی گم شده‌بود، پیدا می‌کند و به ثروت می‌رسد.
و اما در رابطه با اجرای این بازی بر روی کارت‌های گرافیکی،شما با داشتن کارت گرافیک Geforce 210 میتوانید با کمترین گرافیک و با تفکیک تصویر 800x600 و با داشتن کارتهای گرافیک Core i5 و  Core i3 های سری های ۱۰ و ۱۱ میتوانید بازی را با گرافیک نسبتا بالا بجز قسمت سایه یا همان shadow که باید خاموش باشد و برای بالاترین کوالیتی یعنی 1920x1080 با داشتن کارت‌های فوق قوی مثل Core i7 سری ۱۱ میتوانید Full Graphic این بازی و جی تی ای ۵ را بدون مشکل اجرا کنید.